# 岩鷲賞
岩鷲賞（がんじゅしょう）は岩手県競馬組合が盛岡競馬場で施行する地方競馬の重賞（M2）競走である。競走名は岩手県盛岡市の北西に位置する岩手山の別称「岩鷲山」から。レース名称は「サントリービバレッジソリューション杯 岩鷲賞」。

## 概要
1969年にサラブレッド系4歳（現3歳）以上の旧・盛岡競馬場「黄金競馬場」の岩手所属馬限定の重賞競走「岩鷲賞典」として創設され、創設当初はダート1730mで施行された。1970年と1971年は6月と9月に年2回施行された。1972年のみダート1750mで施行された。
1973年からは施行距離をダート1900mに変更し、更に出走条件をアングロアラブ系4歳（現3歳）以上に変更され、この年から名称が「岩鷲賞」に変更された。
1996年からは現在の盛岡競馬場「OROパーク」の開催に移行され、更に施行距離をダート1600mに変更、この年から1998年までの3年間はアングロアラブ系の4歳（現3歳）限定戦として施行された。また1997年より水沢競馬場ダート1600mでの開催となった。
1999年のみ「サラブレッド系4歳以上のB級格付け馬の岩手所属馬」条件の特別競走で施行された。
2000年からは施行時期が6月に変更され、更に施行距離を現在のダート1400mに変更、並びにサラブレッド系4歳（現3歳）の岩手所属馬限定として施行された。
2004年には施行場が盛岡競馬場のダート1400mに変更されるも、2005年からは施行場を水沢競馬場のダート1400mに戻し、この年から地方競馬の全国交流競走として施行され、岩手所属以外の地方所属馬が出走可能になった。
2006年から施行場が盛岡競馬場のダート1400mに変更され、2007年からは施行時期を7月に変更、更にダートグレード競走「クラスターカップ」の前哨戦という意味を持たせるため施行距離をダート1200mに変更し、かつ1着馬に、クラスターカップへの優先出走権が与えられ、この年からサラブレッド系4歳以上の競走馬も出走可能になった。2009年からは再び施行場を水沢競馬場のダート1400mに戻す。
2008年はホテルメトロポリタン盛岡から協賛を受け、「ホテルメトロポリタン盛岡協賛 岩鷲賞」として施行、2009年では奥州市から優勝杯の提供を受け、「奥州市長杯 岩鷲賞」、2010年ではアラキファームと須崎牧場から協賛を受け、「アラキファーム・須崎牧場協賛 岩鷲賞」、2011年からは協賛企業に水沢信用金庫が加わり、「水沢信用金庫杯/アラキファーム・須崎牧場協賛 岩鷲賞」となったが、2018年は「須崎牧場協賛 サントリービバレッジサービス杯 岩鷲賞」、2019年は「（株）優駿協賛  サントリービバレッジサービス杯 岩鷲賞」、2020年と2021年は「サントリービバレッジサービス杯 岩鷲賞」として行われ、2022年からは「サントリービバレッジソリューション杯 岩鷲賞」の名称となっている。
2023年現在、本競走のトライアル競走は、早池峰スーパースプリント（上位2着までに優先出走権付与）である。なお、3歳（旧4歳）限定戦で行われた2006年以前は「七時雨賞」が本競走へのトライアル競走であり、上位2着までに本競走への優先出走権が与えられていた。
本競走は2008年から2019年までスタリオンシリーズ競走に指定されていた。

### 条件・賞金等（2024年）
出走条件
サラブレッド系3歳以上、岩手所属。
早池峰スーパースプリントで上位2着までに入った馬に優先出走権がある。
負担重量
定量で、3歳55kg、4歳以上57kg（牝馬2kg減）。
賞金等
賞金額は、1着350万円、2着122万5000円、3着70万円、4着45万5000円、5着24万5000円、着外手当は1万7500円。
副賞
サントリービバレッジソリューション賞、岩手日報社賞、開催執務委員長賞
優先出走権付与
優勝馬にはクラスターカップの優先出走権が付与される。

## 歴史
- 1969年 - 旧・盛岡競馬場「黄金競馬場」のダート1730mのサラブレッド系4歳（現3歳）以上の岩手所属馬限定の重賞競走「岩鷲賞典」として創設。
- 1970年〜1971年 - 年に2回施行。
- 1972年 - 当年のみ、ダート1750mで施行。
- 1973年
  - 施行距離をダート1900mに変更。
  - 出走条件を「アングロアラブ系4歳（現3歳）以上の岩手所属馬」に変更。
  - 名称を現在の「岩鷲賞」に変更。
- 1996年
  - 施行時期を4月に変更。
  - この年から現在の盛岡競馬場「OROパーク」の開催に移行。
  - 施行距離をダート1600mに変更。
  - 出走条件を「アングロアラブ系4歳（現3歳）の岩手所属馬」に変更。
- 1999年 - 当年のみ、「サラブレッド系4歳以上のB級格付け馬の岩手所属馬」条件の特別競走で施行。
- 2000年
  - 施行時期を6月に変更。
  - 施行距離を現在のダート1400mに変更。
  - 出走条件を「サラブレッド系4歳（現3歳）の岩手所属馬」に変更。
- 2001年 - 馬齢表示の国際基準への変更に伴い、出走条件を「サラブレッド系4歳の岩手所属馬」から「サラブレッド系3歳の岩手所属馬」に変更。
- 2004年 - 施行場を現・盛岡競馬場のダート1400mに変更。
- 2005年
  - 施行場を水沢競馬場のダート1400mに戻す。
  - この年から地方競馬全国交流競走として施行され、出走条件を「サラブレッド系3歳の地方所属馬」に変更。
- 2006年 - 施行場を現・盛岡競馬場のダート1400mに変更。
- 2007年
  - 施行時期を7月に変更。
  - 施行距離をダート1200mに変更。
  - 出走条件を「サラブレッド系3歳以上の地方所属馬」に変更（4歳以上の競走馬が出走可能となる）。
  - 1着馬にクラスターカップへの優先出走権が付与される様になる。
- 2008年
  - スタリオンシリーズ競走に指定。
  - 当年のみ、ホテルメトロポリタン盛岡から協賛を受け、「ホテルメトロポリタン盛岡協賛 岩鷲賞」として施行。
- 2009年
  - 施行場を水沢競馬場のダート1400mに再度戻す。
  - 当年のみ、奥州市から優勝杯の提供を受け、「奥州市長杯 岩鷲賞」として施行。
- 2010年 - アラキファームと須崎牧場から協賛を受け、「アラキファーム・須崎牧場協賛 岩鷲賞」として施行。
- 2011年
  - 水沢信用金庫から新たに協賛を受け、「水沢信用金庫杯 アラキファーム・須崎牧場協賛 岩鷲賞」として施行。
  - 盛岡競馬場のダート1400mにて施行。
- 2012年 - 施行場を水沢競馬場に変更。
- 2016年
  - 名称が「須崎牧場協賛 門屋杯 岩鷲賞」となる。
  - 施行場・距離を盛岡競馬場ダート1200mに変更。
  - 岩手競馬で重賞格付け制度が開始され、M2に格付けされる。
- 2017年
  - 名称が「須崎牧場協賛 岩鷲賞」となる。
- 2018年 - 名称が「須崎牧場協賛 サントリービバレッジサービス杯 岩鷲賞」となる。
- 2019年 - 名称が「（株）優駿協賛 サントリービバレッジサービス杯 岩鷲賞」となる。
- 2020年
  - 名称が「サントリービバレッジサービス杯 岩鷲賞」となる。
  - スタリオンシリーズから外れる。
- 2022年 - 名称が「サントリービバレッジソリューション杯 岩鷲賞」となる。

### 歴代優勝馬
| 回数   | 施行日         | 競馬場 | 距離    | 優勝馬             | 性齢 | 所属 | タイム | 優勝騎手   | 管理調教師 | 馬主               |
| ------ | -------------- | ------ | ------- | ------------------ | ---- | ---- | ------ | ---------- | ---------- | ------------------ |
| 第1回  | 1969年7月13日  | 盛岡   | ダ1730m | スズヒカリトツプ   | 牡6  |      | 1:50.8 | 平澤芳三   |            |                    |
| 第2回  | 1970年6月14日  | 盛岡   | ダ1730m | オーツキカゲ       | 牡6  |      | 1:51.8 | 堀越正司   |            |                    |
| 第2回  | 1970年9月13日  | 盛岡   | ダ1730m | ヤマサンキヨウト   | 牡7  |      | 1:50.9 | 平澤芳三   |            |                    |
| 第3回  | 1971年6月20日  | 盛岡   | ダ1730m | アーニン           | 牡5  |      | 1:54.0 | 佐々木睦夫 |            |                    |
| 第3回  | 1971年9月12日  | 盛岡   | ダ1730m | サムネーシヨン     | 牡4  |      | 1:50.4 | 溝辺正     |            | 秋山正己           |
| 第4回  | 1972年6月11日  | 盛岡   | ダ1750m | タニカゼ           | 騸7  |      | 1:28.7 | 櫻田浩三   |            |                    |
| 第5回  | 1973年10月7日  | 盛岡   | ダ1900m | プレシヤスゴールド | 牡7  | 水沢 | 2:02.1 | 村上実     | 遠藤陸夫   |                    |
| 第6回  | 1974年9月30日  | 盛岡   | ダ1900m | トツカン           | 牡7  | 水沢 | 2:04.0 | 千葉博次   | 高橋武     |                    |
| 第7回  | 1975年10月26日 | 盛岡   | ダ1900m | リユウモン         | 牡6  | 水沢 | 2:03.7 | 佐々木恒   | 佐々木豊   |                    |
| 第8回  | 1976年9月26日  | 盛岡   | ダ1900m | ミナミハヤブサ     | 牡5  | 水沢 | 2:02.4 | 村上昌幸   | 阿部時男   |                    |
| 第9回  | 1977年11月6日  | 盛岡   | ダ1900m | サノラツキー       | 牝4  |      | 2:04.0 | 小笠原義巳 | 高田昇     |                    |
| 第10回 | 1978年11月5日  | 盛岡   | ダ1900m | マウタグリン       | 牡4  | 水沢 | 2:06.8 | 千葉四美   | 酒井清     |                    |
| 第11回 | 1979年10月14日 | 盛岡   | ダ1900m | ダテフジキング     | 牡3  | 水沢 | 2:08.4 | 村上実     | 千葉博     |                    |
| 第12回 | 1980年9月15日  | 盛岡   | ダ1900m | フジノクラウン     | 牡3  | 水沢 | 2:06.4 | 村上昌幸   | 村上初男   |                    |
| 第13回 | 1981年11月9日  | 盛岡   | ダ1900m | ヤマサライデン     | 牡3  | 水沢 | 2:06.2 | 村上昌幸   | 村上初男   |                    |
| 第14回 | 1982年11月8日  | 盛岡   | ダ1900m | マツノテンザン     | 牡3  | 水沢 | 2:06.6 | 佐々木恒   | 佐々木豊   |                    |
| 第15回 | 1983年11月7日  | 盛岡   | ダ1900m | フジノセンプー     | 牡3  | 水沢 | 2:05.3 | 千田知幸   | 村上初男   |                    |
| 第16回 | 1984年11月5日  | 盛岡   | ダ1900m | グランスター       | 牡3  | 水沢 | 2:04.0 | 菅原勲     | 菅原和治   |                    |
| 第17回 | 1985年11月4日  | 盛岡   | ダ1900m | ワダリンホー       | 牡3  | 水沢 | 2:03.4 | 三野宮通   | 瀬戸幸次   |                    |
| 第18回 | 1986年10月10日 | 盛岡   | ダ1900m | リユウリユウシユン | 牡3  | 盛岡 | 2:05.4 | 佐藤浩一   | 菅原初郎   | 金山富光           |
| 第19回 | 1987年10月26日 | 盛岡   | ダ1900m | サクラカイザー     | 牡4  | 盛岡 | 2:08.4 | 佐藤雅彦   | 櫻田浩三   | 遠藤忠次郎         |
| 第20回 | 1988年10月24日 | 盛岡   | ダ1900m | ヒデマル           | 牡4  | 盛岡 | 2:04.2 | 菅原勲     | 菅原初郎   | 工藤秀雄           |
| 第21回 | 1989年11月3日  | 盛岡   | ダ1900m | ケイウントツプ     | 牡7  | 盛岡 | 2:07.4 | 三野宮通   | 千葉博     | 松田徳右衛門       |
| 第22回 | 1990年10月21日 | 盛岡   | ダ1900m | アオイアンジヨ     | 牡7  | 水沢 | 2:07.5 | 佐藤浩一   | 村上初男   | 加賀邦彦           |
| 第23回 | 1991年10月28日 | 盛岡   | ダ1900m | パツピーウエルカム | 牡5  | 水沢 | 2:06.4 | 小林俊彦   | 村上初男   | 佐々木豊           |
| 第24回 | 1992年11月3日  | 盛岡   | ダ1900m | フイールドラツキー | 牡6  | 水沢 | 2:06.2 | 千田知幸   | 佐々木豊   | 加賀谷清           |
| 第25回 | 1993年10月31日 | 盛岡   | ダ1900m | ダイサンヒコー     | 牡4  | 水沢 | 2:05.3 | 阿部英俊   | 阿部時男   | （有）加賀商事     |
| 第26回 | 1994年10月30日 | 盛岡   | ダ1900m | スチールマンナ     | 牡5  | 水沢 | 2:07.0 | 千葉優     | 佐々木恒   | 只野啓喜           |
| 第27回 | 1995年10月15日 | 盛岡   | ダ1900m | マルケイジョカ     | 牝6  | 水沢 | 2:06.2 | 渡邉正彦   | 菅原右吉   | 熊谷みき子         |
| 第28回 | 1996年4月13日  | 盛岡   | ダ1600m | トウホクシルバー   | 牡3  | 水沢 | 1:45.3 | 小林俊彦   | 佐々木由則 | （有）東北物産     |
| 第29回 | 1997年4月12日  | 水沢   | ダ1600m | タービュレンス     | 牡3  | 盛岡 | 1:47.1 | 佐藤雅彦   | 櫻田浩三   | 山本武司           |
| 第30回 | 1998年4月11日  | 水沢   | ダ1600m | ライジングトウザイ | 牡3  | 盛岡 | 1:45.1 | 菅原勲     | 城地藤男   | 伊藤昭次           |
| 第31回 | 1999年4月10日  | 水沢   | ダ1600m | アサクサジパング   | 牡6  | 水沢 | 1:43.8 | 村上忍     | 菅原右吉   | 菊地捷士           |
| 第32回 | 2000年6月25日  | 水沢   | ダ1400m | クラシックホリデー | 牡3  | 盛岡 | 1:30.4 | 山本裕次郎 | 熊谷昇     | （有）ムーミン企画 |
| 第33回 | 2001年6月17日  | 水沢   | ダ1400m | バンケーティング   | 牡3  | 盛岡 | 1:28.0 | 畠山信一   | 平澤芳三   | 佐々木誠吾         |
| 第34回 | 2002年6月16日  | 水沢   | ダ1400m | チュードサンデー   | 牡3  | 水沢 | 1:28.7 | 菅原勲     | 佐々木修一 | 遠藤忠志           |
| 第35回 | 2003年6月15日  | 水沢   | ダ1400m | ノーモアウオー     | 牡3  | 水沢 | 1:28.5 | 小林俊彦   | 千葉四美   | 池谷誠一           |
| 第36回 | 2004年6月6日   | 盛岡   | ダ1400m | シャンハイジャパン | 牡3  | 水沢 | 1:25.9 | 草地保隆   | 遠藤隆夫   | 高橋ツメ           |
| 第37回 | 2005年6月12日  | 水沢   | ダ1400m | トレジャーファンド | 牡3  | 盛岡 | 1:28.6 | 村上忍     | 小西重征   | 佐藤文一           |
| 第38回 | 2006年5月14日  | 盛岡   | ダ1400m | ブラックショコラ   | 牡3  | 水沢 | 1:25.5 | 菅原勲     | 千葉博     | 太田廣司           |
| 第39回 | 2007年7月1日   | 盛岡   | ダ1200m | ヤマニンエグザルト | 牡7  | 水沢 | 1:12.8 | 板垣吉則   | 伊藤和     | 土井睦秋           |
| 第40回 | 2008年7月6日   | 盛岡   | ダ1200m | トーホウライデン   | 牡6  | 水沢 | 1:12.1 | 高橋悠里   | 千葉四美   | 東豊物産（株）     |
| 第41回 | 2009年7月5日   | 水沢   | ダ1400m | ダンストンリアル   | 牡5  | 水沢 | 1:25.9 | 村上忍     | 村上実     | 伊藤孝治           |
| 第42回 | 2010年7月5日   | 水沢   | ダ1400m | ゴールドマイン     | 騸6  | 盛岡 | 1:26.6 | 菅原勲     | 櫻田浩三   | 山本武司           |
| 第43回 | 2011年7月4日   | 盛岡   | ダ1400m | マイネルプロートス | 牡5  | 盛岡 | 1:25.5 | 菅原勲     | 田村光則   | 玉田博志           |
| 第44回 | 2012年7月8日   | 水沢   | ダ1400m | スーパーヴィグラス | 騸6  | 水沢 | 1:25.5 | 菅原俊吏   | 板垣吉則   | 蓑島竜一           |
| 第45回 | 2013年7月7日   | 水沢   | ダ1400m | ドリームクラフト   | 牡7  | 盛岡 | 1:27.1 | 陶文峰     | 平澤芳三   | 松田敬一           |
| 第46回 | 2014年7月6日   | 水沢   | ダ1400m | マイネルバルビゾン | 牡5  | 水沢 | 1:28.2 | 高松亮     | 板垣吉則   | 杉浦和也           |
| 第47回 | 2015年7月5日   | 水沢   | ダ1400m | ナムラタイタン     | 牡9  | 水沢 | 1:27.4 | 坂口裕一   | 村上昌幸   | 岩渕道良           |
| 第48回 | 2016年7月17日  | 盛岡   | ダ1200m | ラブバレット       | 牡5  | 水沢 | 1:10.0 | 山本聡哉   | 菅原勲     | 内山一郎           |
| 第49回 | 2017年7月16日  | 盛岡   | ダ1200m | ラブバレット       | 牡6  | 水沢 | 1:10.0 | 山本聡哉   | 菅原勲     | 内山一郎           |
| 第50回 | 2018年7月15日  | 盛岡   | ダ1200m | メイショウオセアン | 牡7  | 水沢 | 1:11.5 | 坂口裕一   | 村上昌幸   | 岩渕道良           |
| 第51回 | 2019年7月14日  | 盛岡   | ダ1200m | ラブバレット       | 牡8  | 水沢 | 1:10.0 | 山本聡哉   | 菅原勲     | 内山一郎           |
| 第52回 | 2020年7月19日  | 盛岡   | ダ1200m | プレシャスエース   | 牡7  | 盛岡 | 1:10.3 | 山本聡哉   | 櫻田康二   | 鈴木芳夫           |
| 第53回 | 2021年7月18日  | 盛岡   | ダ1200m | キラットダイヤ     | 牝4  | 水沢 | 1:12.4 | 鈴木祐     | 板垣吉則   | 小林祐介           |
| 第54回 | 2022年7月3日   | 盛岡   | ダ1200m | キラットダイヤ     | 牝5  | 水沢 | 1:10.1 | 鈴木祐     | 板垣吉則   | 小林祐介           |
| 第55回 | 2023年7月2日   | 盛岡   | ダ1200m | トーセンキャロル   | 牝4  | 水沢 | 1:11.3 | 高橋悠里   | 佐藤浩一   | 島川隆哉           |
| 第56回 | 2024年7月9日   | 盛岡   | ダ1200m | ゴールデンヒーラー | 牝6  | 水沢 | 1:11.0 | 山本聡哉   | 佐藤祐司   | 平賀敏男           |
| 第57回 | 2025年7月13日  | 盛岡   | ダ1200m | エイシントルペード | 牡4  | 水沢 | 1:11.0 | 山本聡紀   | 板垣吉則   | 平井克彦           |

※馬齢は2000年についても現表記を用いる。

### 各回競走結果の出典
- 岩鷲賞 歴代優勝馬 - 地方競馬全国協会
- JBISサーチ
  - 1986年、1987年、1988年、1989年、1990年、1991年、1992年、1993年、1994年、1995年、1996年、1997年、1998年、1999年、2000年、2001年、2002年、2003年、2004年、2005年、2006年、2007年、2008年、2009年、2010年、2011年、2012年、2013年、2014年、2015年、2016年、2017年、2018年、2019年、2020年、2021年、2022年、2023年、2024年、2025年